# Anaxipha grandis
Anaxipha grandis är en insektsart som beskrevs av Lucien Chopard 1968. Anaxipha grandis ingår i släktet Anaxipha och familjen syrsor. Inga underarter finns listade i Catalogue of Life.